# Kontynentalne Stany Zjednoczone

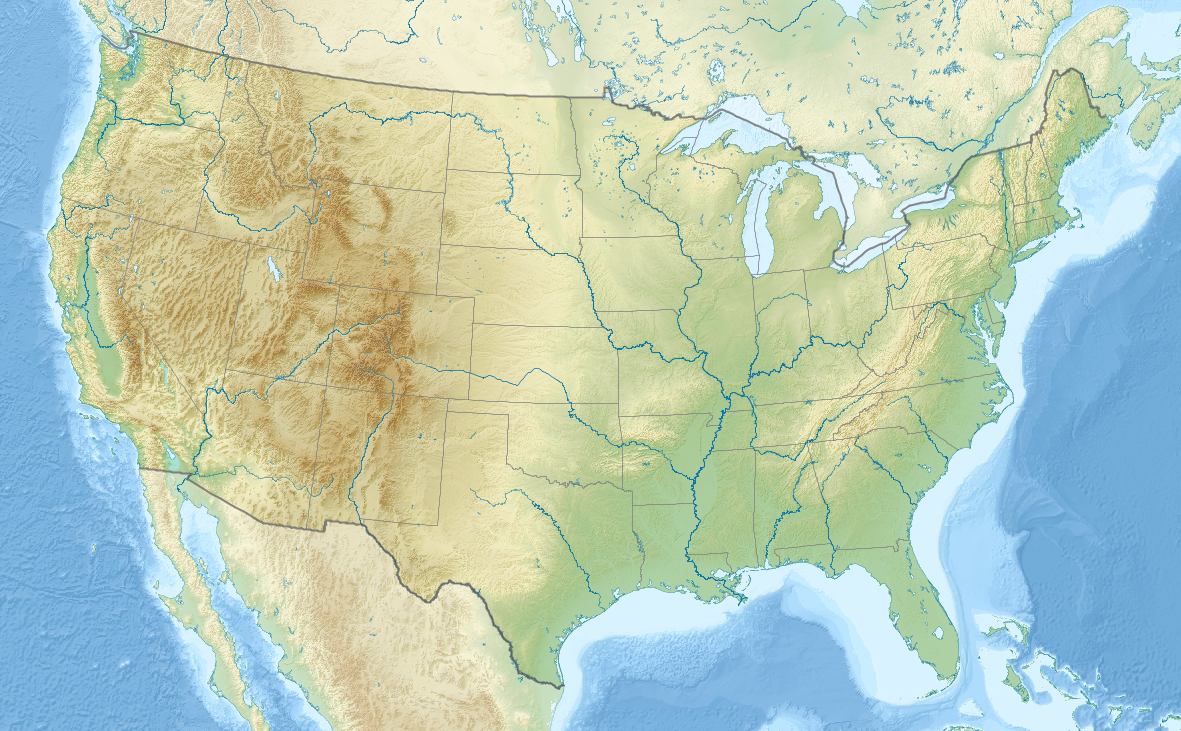
Mapa pokazuje kontynentalne Stany Zjednoczone.

Kontynentalne Stany Zjednoczone – 48 amerykańskich stanów leżących na kontynencie północnoamerykańskim, usytuowane na południe od Kanady, włącznie ze stolicą – Waszyngtonem (District of Columbia). Określenie wyklucza stany Alaska (choć jest na kontynencie), Hawaje, a także wszystkie przybrzeżne amerykańskie terytoria i posiadłości takie, jak Portoryko.
W języku angielskim obszar ten określany jest mianem conterminous United States lub contiguous United States (oba terminy oznaczają stany „przylegające do siebie”). US Board on Geographic Names definiuje termin continental United States („kontynentalne Stany Zjednoczone”) jako obejmujący także Alaskę.

## Powierzchnia
Łącznie 48 graniczących stanów oraz Dystrykt Kolumbii (Waszyngton) mają powierzchnię 7 825 267,25 km². Z tego, 7 663 941,71 km² to ląd, który obejmuje 83,65% terenów lądowych Stanów Zjednoczonych. Oficjalnie 416 522,38 km² to tereny wodne, które stanowią 62,66% państwowych terenów wodnych.

## Zaludnienie
Spis ludności z 2000r. przedstawia poziom zaludnienia na poziomie 279 583 437. Obejmuje on 99,35% amerykańskiej populacji. Gęstość zaludnienia wynosiła 36,480 mieszkańców/km², w porównaniu do 30,716/km² dla całego państwa.